# Alberto Ancizu
Alberto Ancizu Irure, nacido el 30 de junio de 1947 en Pamplona (Navarra, España). 
Es un expelotari español que fue seleccionado para disputar los Juegos Olímpicos de México en la modalidad de paleta cuero. En dichos juegos la pelota vasca formó parte como deporte de exhibición, en la que se disputaron diversas modalidades. Formó parte junto a sus compañeros Kiko Caballero, Fernando Casado y Reyzabal, logrando finalmente la medalla de plata tras la selección de Francia.
También fue seleccionado para disputar los Campeonatos del Mundo de Pelota, disputados en 1970 en San Sebastián, logrando el oro, en 1974 nuevamente en Montevideo, llevándose el bronce y en 1978 en Bayona, repitiendo medalla de oro. También ganó la medalla de oro en el 1982 en México.
A nivel nacional logró como aficionado el Campeonato de España Juvenil de pala corta en 1964 y los absolutos de 1967 y 1969, así como el de pala de 1975.